# Hey! (album)
Pour les articles homonymes, voir Hey.
Albums de Julio Iglesias
Innamorarsi alla mia età
(1979) Sentimental
(1980)
Singles
1. Un sentimental
Sortie : juin 1980
2. Hey!
Sortie : juillet 1980
3. Amantes
Sortie : décembre 1980

Hey! est un album studio de Julio Iglesias, sorti en avril 1980 chez CBS. L'album est nommé aux Grammy Awards de 1981 dans la catégorie « Latin Pop Album ».
Il s'est vendu à plus de quatre millions d'exemplaires dans le monde et a été numéro un en Argentine, en Belgique et en Espagne. C'est l'un des premiers albums de Julio Iglesias à être classé dans le classement américain Billboard 200, atteignant la 179e place. L'album fait partie de la liste Les 100 disques qu'il faut avoir avant la fin du monde (es), publiée en 2012 par Sony Music México,,. L'album contient notamment le single du même nom, Hey!, qui atteint la première place en Espagne, le top 5 en Italie et s'est classé au Royaume-Uni, en Irlande et en Nouvelle-Zélande,,,.

## Liste des titres
| 1. | Por ella           | - Julio Iglesias - Manuel de la Calva - Ramón Arcusa      | 4:05 |
| 2. | Amantes            | - Iglesias - Arcusa - Mario Balducci - Gianni Belfiore    | 3:13 |
| 3. | Morriñas           | - Iglesias - Arcusa - Rafael Ferro García                 | 3:29 |
| 4. | Viejas tradiciones | - Iglesias - Belfiore - Anselmo Genovese                  | 3:45 |
| 5. | Ron y Coca-Cola    | - Iglesias - Morey Amsterdam - Paul Baron - Jeri Sullivan | 3:30 |

| 1. | Hey!               | - Iglesias - Balducci - Belfiore - Arcusa | 5:01 |
| 2. | Un sentimental     | - Iglesias - Ferro - Arcusa               | 4:01 |
| 3. | Paloma blanca      | Neneco Norton                             | 2:55 |
| 4. | La nave del olvido | Dino Ramos                                | 4:13 |
| 5. | Pájaro Chogüí      | Indio Pitagua                             | 3:05 |

## Crédits
- Ramón Arcusa – producteur, arrangements (pistes A2, A4, A5, B1, B3, B4)
- Rafael Ferro – arrangements (pistes A1, A3, B2, B5)
- Juan Vinader – ingénieur du son (Madrid)
- Don Puluse – ingénieur du son (États-Unis)
- Antoine Carlier – pochette
- M. Ruiz – photographie

Adaptés des notes d'accompagnement de Hey!,.

## Classements et certifications
| Classement (1980–81)          | Meilleure position |
| ----------------------------- | ------------------ |
| Argentine (CAPIF)             | 1                  |
| Australie (Kent Music Report) | 65                 |
| Belgique (Billboard Benelux)  | 1                  |
| Espagne (AFYVE)               | 1                  |
| États-Unis (Billboard 200)    | 179                |
| États-Unis (Top Latin Albums) | 4                  |
| États-Unis (Latin Pop Albums) | 3                  |
| Israël (IBA)                  | 2                  |
| Nouvelle-Zélande (RIANZ)      | 9                  |
| Pays-Bas (Mega Album Top 100) | 5                  |
| Venezuela (IFPI)              | 3                  |

| Classement (1980)        | Position |
| ------------------------ | -------- |
| Espagne (AFYVE)          | 1        |
| Pays-Bas (Album Top 100) | 27       |

### Certifications et ventes
| Pays                                                                                                   | Certification | Ventes certifiées |
| --- | ------------- | ----------------- |
| Espagne (PME)                                                                                          | 5 × Platine   | 1 000 000         |
| États-Unis (RIAA)                                                                                      | Or            | 500 000^          |
| Grèce                                                                                                  | —             | 50 000            |
| Japon                                                                                                  | —             | 10 000            |
| Mexique                                                                                                | —             | 300 000           |
| Pays-Bas (NVPI)                                                                                        | Or            | 100 000^          |
| Porto Rico                                                                                             | —             | 50 000            |
| Résumé                                                                                                 |               |                   |
| Monde                                                                                                  |               | 4 000 000         |
| *Ventes selon la certification ^Mise en rayon selon la certification xNon précisé par la certification |               |                   |